# جواد (صابرآباد)
جواد (به ترکی آذربایجانی: Cavad) یک منطقه مسکونی در جمهوری آذربایجان است که در شهرستان صابرآباد واقع شده است. جواد ۳۱۵۱ نفر جمعیت دارد. نام جواد برگرفته از خانات جواد است که پیش‌تر مرکز آن بود.

## دین
در جواد سه مسجد به‌نام‌های شیخ بویوک‌آقا، ابوالفضل و شیخ آقا شیروانی وجود دارد که هرکدام دارای یک هیئت مذهبی هستند.

## نگارخانه

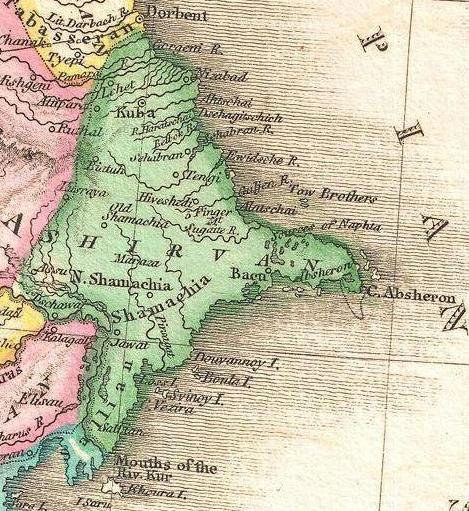
۱۸۱۸
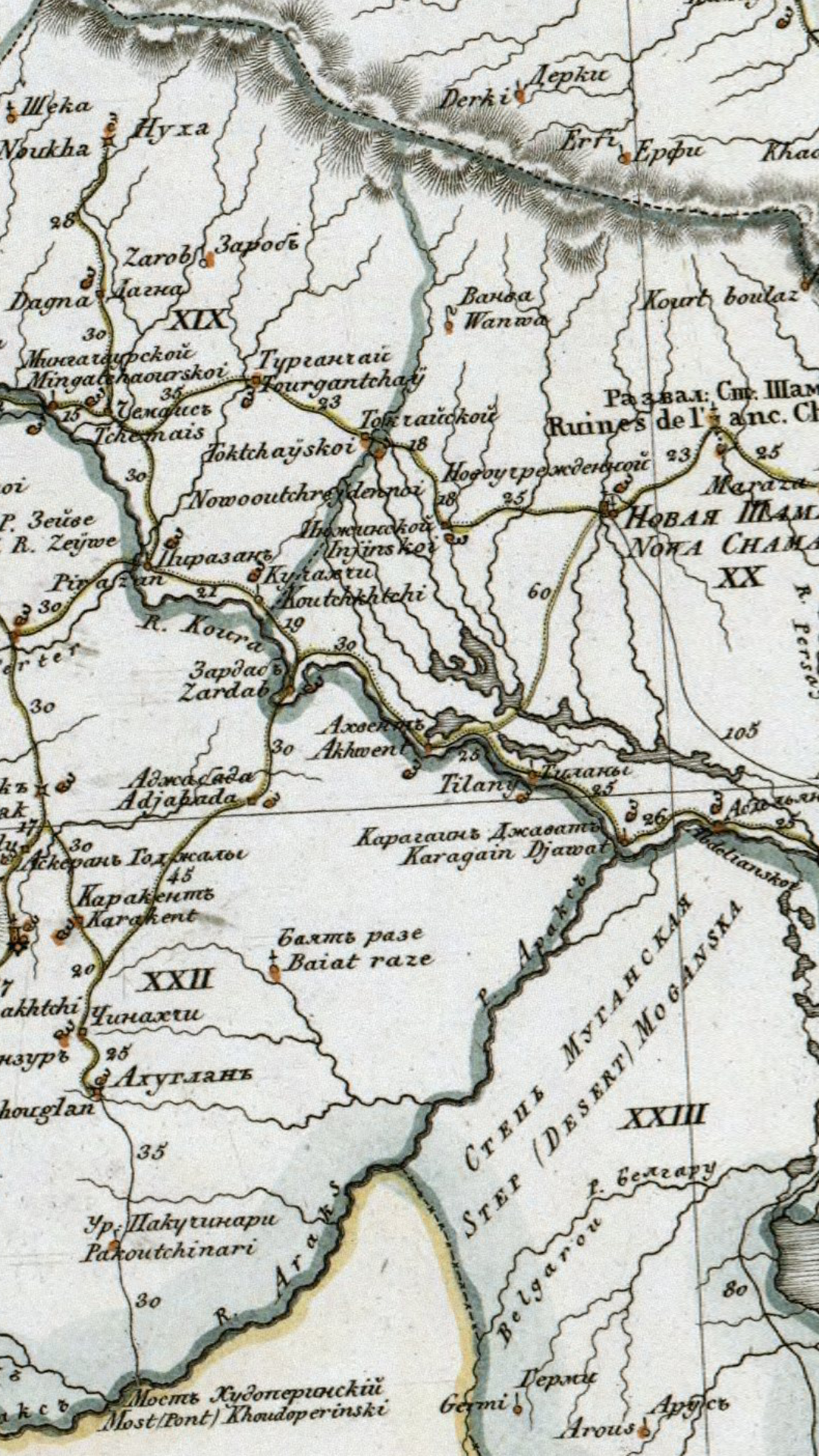
۱۸۲۳
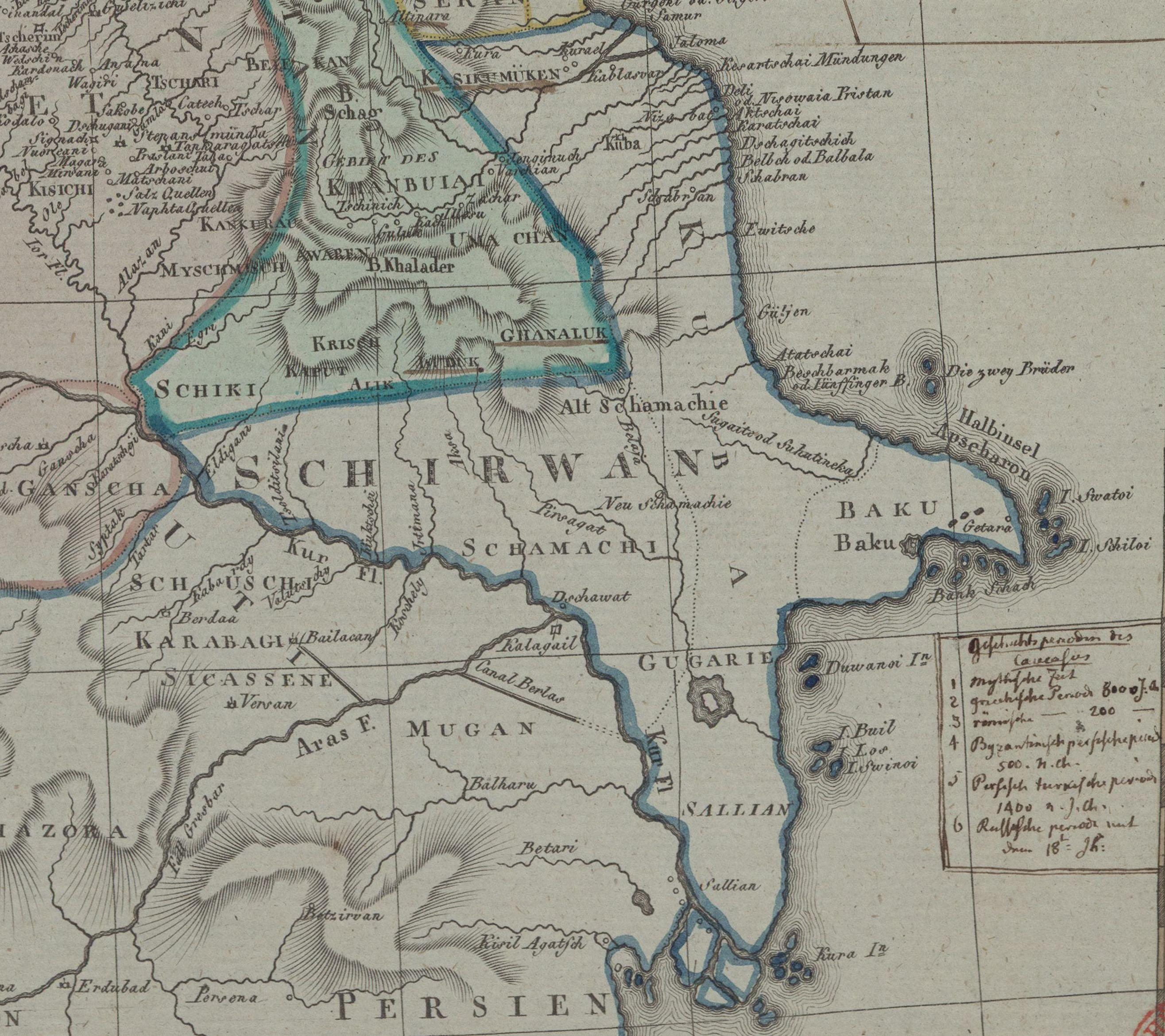
۱۸۰۴